# Parc de Sarakawa
Le parc de Sarakawa est une réserve de faune du Togo, située dans le nord du pays, dans la région de la Kara.

## Situation géographique
Le parc Sarakawa s'étend sur 1 500 hectares et se trouve à environ vingt kilomètres au Nord-Ouest de la ville de Kara, dans la région de la Kara, au Togo. Il se situe dans la zone écologique II (Ern, 1979) du Togo, plus précisément dans le village de Kawa, canton de Sarakawa de la préfecture de la Kozah,.

## Climat
Sarakawa, situé dans le nord du Togo, bénéficie d'un climat de type soudanien ou tropical. Il se caractérise par une saison de pluie, également appelée saison hivernale, s'étendant d'avril à octobre, avec une durée qui diminue du sud vers le nord. La saison sèche s'étend de novembre à mars, marquée par une humidité fluctuant sensiblement tout au long de l'année, atteignant des niveaux élevés pendant la saison des pluies et faibles pendant la saison sèche. L'amplitude thermique annuelle moyenne est légèrement plus marquée, allant de 4 à 6 degrés, et les températures maximales moyennes augmentent en mars, atteignant 31,8 degrés à Mango.

## Relief et hydrographie
Sarakawa tient son relief de la préfecture de Kozah qui, connue pour son aspect montagneux et ses zones cultivables limitées. La topographie accidentée de la préfecture rend l'accès à la plupart de ses villages difficile. Les altitudes varient considérablement, allant d'un minimum de 181 mètres à un maximum de 799 mètres, avec une altitude moyenne de 360 mètres,.

## Flore, faune et aménagement
Bien que le parc de Sarakawa soit de taille modeste, il abrite une diversité d'espèces végétales et se distingue par ses formations de savane arborée, entourées de montagnes et de collines. En ce qui concerne sa faune, il convient de noter que le parc de Sarakawa abrite une variété d'espèces animales, comprenant à la fois des espèces indigènes telles que les buffles, les cobs, les cynocéphales, les hippotragus, ainsi que des espèces non indigènes qui se sont bien adaptées, comme les zèbres, les gnous et les élands du Cap. De plus, le parc abrite une riche avifaune, comprenant des merles, des moineaux, des sarcelles, des tourterelles, des bandes de pintades sauvages, ainsi que quelques autruches et émeus.

## Tourisme
La réserve de faune du Sarakawa, qui a récemment ouvert ses portes au public, propose des safaris découverte pour partir à la rencontre de la fascinante faune sauvage africaine. Lors de ces safaris, les visiteurs ont la possibilité d'observer diverses espèces animales telles que des zèbres, des Cobs, des bubales et bien d'autres .